# 김종신 (레슬링 선수)
김종신(金鍾信, 1970년 5월 17일~)은 대한민국의 레슬링 선수, 지도자이다. 1992년 하계 올림픽 남자 자유형 라이트플라이급에서 은메달을 획득했으며, 세계 선수권 대회에서 금메달 1개, 동메달 1개를 획득했다.
은퇴 후에는 지도자로 활동했으며 대한민국 여자 대표팀 코치와 국군체육부대 레슬링팀 감독 등을 지냈다.

## 수상

### 수훈
- 체육훈장 맹호장(1992년 8월 28일)
- 체육훈장 거상장(1990년 12월 31일)